# Am Dimberg bei Steinperf
Am Dimberg bei Steinperf este o arie protejată (arie specială de conservare — SAC, sit de importanță comunitară — SCI) din Germania întinsă pe o suprafață de 48,98 ha, integral pe uscat.

## Localizare
Centrul sitului Am Dimberg bei Steinperf este situat la coordonatele 50°48′32″N 8°28′21″E / 50.8089°N 8.4725°E.

## Înființare
Situl Am Dimberg bei Steinperf a fost declarat sit de importanță comunitară în aprilie 1999 pentru a proteja 6 specii de animale. Situl a fost protejat și ca arie specială de conservare în martie 2008.

## Biodiversitate
Situată în ecoregiunea continentală, aria protejată conține 4 habitate naturale: Pajiști uscate seminaturale și facies de acoperire cu tufișuri pe substraturi calcaroase (Festuco-Brometalia) (* situri importante pentru orhidee), Formațiuni ierboase bogate în specii de Nardus, dezvoltate pe substraturi silicioase în zone montane (și în zone submontane, în Europa continentală), Pajiști cu Molinia pe soluri calcaroase, turboase sau argilos-nămoloase (Molinion caeruleae), Fânețe de joasă altitudine (Alopecurus pratensis, Sanguisorba officinalis).
La baza desemnării sitului se află mai multe specii protejate:
- păsări (5): fâsă de luncă (Anthus pratensis), fâsă de pădure (Anthus trivialis), ciocârlie de pădure (Lullula arborea), pietrar sur (Oenanthe oenanthe), mărăcinar (Saxicola rubetra)
- nevertebrate (1): phengaris nausithous (Maculinea nausithous)

Pe lângă speciile protejate, pe teritoriul sitului au mai fost identificate 18 specii de plante, 4 specii de nevertebrate, 1 specie de reptile.